# Рођена за мене
Рођена за мене је дебитантски студијски албум српског и босанскохерцеговачког фолк певача Саше Капора, издат 2016. године за Гранд продакшн. На албуму се налазе дуети са Николином Ковач, Емиром Ђуловићем, Аном Кокић и Сандром Африком.

## Списак песама
| №   | Назив                        | Текст                             | Музика                      | Трајање |  |
| 1.  | Рођена за мене               | Саша Лазић                        | Саша Лазић                  |         |  |
| 2.  | Лака си лепото               | Саша Лазић                        | Саша Лазић                  |         |  |
| 3.  | Не могу ја против себе       | Мирјана Кнежевић                  | Јоца Савић (музичар)        |         |  |
| 4.  | И кад прођем својом чаршијом | Пеђа Стојковић Риплеј             | Пеђа Риплеј                 |         |  |
| 5.  | Бурма                        | Саша Лазић                        | Саша Лазић                  |         |  |
| 6.  | Очи плаве                    | Саша Лазић                        | Саша Лазић                  |         |  |
| 7.  | Ноћна птица                  | Саша Лазић                        | Саша Лазић                  |         |  |
| 8.  | Свећа за здравље             | Саша Лазић                        | Саша Лазић                  |         |  |
| 9.  | Хотел Југославија            | Дејан Ивановић                    | Жељко Јоксимовић            |         |  |
| 10. | Се ла ви                     | Марко Перуничић, Вуксан Билановић | Небојша Арежина             |         |  |
| 11. | Тако ми недостајеш           | Новица Урошевић                   | Новица Урошевић             |         |  |
| 12. | Ако љубав нестане            | Јелена Трифуновић                 | Бојан Васић (музичар)       |         |  |
| 13. | Експлозија                   | Дивна Миловановић                 | Бојан Васић                 |         |  |
| 14. | Сипај не питај               | Биљана Вујовић                    | Андреј Андрејевић (музичар) |         |  |
| 15. | Подрум вина                  | Гојко Ђевић                       | Гојко Ђевић                 |         |  |
| 16. | Неосвојива                   | Миладин Богосављевић              | Бане Васић                  |         |  |
| 17. | Ниједан као ја               | Јована Станковић                  | Јована Станковић            |         |  |